# Drosera intermedia
Drosera intermedia Hayne, 1798 è una pianta carnivora della famiglia delle Droseracee, diffusa in Europa e America.

## Descrizione
D. intermedia è una pianta erbacea perenne, alta circa 10 cm, con foglie spatolate disposte a rosetta semi-eretta. Nelle zone temperate questa specie nel periodo invernale va in stasi vegetativa (dormienza), durante la quale forma una gemma invernale chiamata ibernacolo.
Come è tipico per le drosere, le lamine delle foglie sono fittamente coperte di ghiandole mucillaginose provviste di stelo che secernano un nettare zuccherino per attirare gli insetti. Questi, poi, rimangono intrappolati a causa della mucillagine e, a meno che non siano abbastanza forti per scappare, vengono soffocati da una sostanza vischiosa o muoiono per sfinimento. La pianta, quindi, secerne enzimi digestivi dalle ghiandole sessili e dopo assorbe la soluzione nutritiva risultante per integrare la scarsa nutrizione minerale che offre l'ambiente caratteristico della pianta.
D. intermedia fiorisce da giugno fino ad agosto compreso, formando infiorescenze alte fino ai 15 cm, che danno da 3 a 8 fiori bianchi. Gli ovari fecondati si gonfiano fino a formare delle capsule deiscenti a forma d'uovo, che contengono e poi generano numerosi semi minuscoli.

## Distribuzione e habitat
D. intermedia è una delle specie più ampiamente distribuite del genere Drosera, e una delle tre specie diffuse in Europa (le altre sono  D. rotundifolia e  D. anglica). È diffusa anche nella parte sud est del Canada, nella parte orientale degli Stati Uniti, nei Caraibi e nella parte nord del Sud America.
Cresce in ambienti costantemente umidi o allagati, come paludi o torbiere, e acidi, con pH inferiore a 5. Preferisce vivere in suoli poveri di nutrienti ed in ambienti molto assolati.